# Klasyfikacja dziedzin i dyscyplin naukowych według OECD
W 2004 r. Organizacja Współpracy Gospodarczej i Rozwoju (OECD) przyjęła systematykę nauk obejmującą sześć dziedzin nauki oraz jedną dziedzinę sztuki.
- Nauki przyrodnicze (ang. natural sciences)
  - Matematyka
    - Matematyka czysta, matematyka stosowana
    - Statystyka i rachunek prawdopodobieństwa

  - Nauki o komputerach i informatyka
    - Nauka o komputerach, informatyka i bioinformatyka
    - opracowywanie sprzętu komputerowego należy do Elektrotechnika, elektronika, inżynieria informatyczna
    - aspekty społeczne należą do Media i komunikowanie

  - Nauki fizyczne
    - Fizyka atomowa, molekularna i chemiczna (w tym fizyka zderzeń, interakcje z promieniowaniem; rezonans magnetyczny; efekt Mössbauera)
    - Fizyka materii skondensowanej (w tym dawna fizyka ciała stałego, nadprzewodnictwo)
    - Fizyka cząstek elementarnych i pól
    - Fizyka jądrowa
    - Fizyka płynów i plazmy (w tym fizyka powierzchni)
    - Optyka (w tym optyka laserowa i optyka kwantowa), akustyka
    - Astronomia (w tym astrofizyka, nauka o kosmosie)

  - Nauki chemiczne
    - Chemia organiczna
    - Chemia nieorganiczna i jądrowa
    - Chemia fizyczna, nauka o polimerach, elektrochemia (ogniwa suche, baterie i akumulatory, ogniwa paliwowe, korozja metali, elektroliza)
    - Chemia koloidalna
    - Chemia analityczna

  - Nauki o Ziemi i środowisku
    - Geonauki multidyscyplinarne
    - Mineralogia
    - Paleontologia
    - Geochemia i geofizyka
    - Geografia fizyczna
    - Geologia
    - Wulkanologia
    - Nauki o środowisku(inne języki) (aspekty społeczne należą do Geografia społeczna i gospodarcza)
    - Meteorologia i nauki o atmosferze
    - Badania klimatyczne
    - Oceanografia, hydrologia, zasoby wodne

  - Nauki biologiczne (nauki medyczne należą do Nauki medyczne i nauki o zdrowiu, a rolnicze do Nauki rolnicze)
    - Biologia komórkowa, mikrobiologia
    - Wirusologia
    - Biochemia i biologia molekularna
    - Metody badań biochemicznych
    - Mykologia
    - Biofizyka
    - Genetyka i dziedziczenie (genetyka medyczna należy do Nauki medyczne i nauki o zdrowiu)
    - Biologia reprodukcyjna (aspekty medyczne należą do Nauki medyczne i nauki o zdrowiu)
    - Biologia rozwojowa
    - Roślinoznawstwo, botanika
    - Zoologia, ornitologia, entomologia, biologia behawioralna
    - Biologia morska(inne języki), biologia słodkowodna, limnologia
    - Ekologia
    - Zachowanie bioróżnorodności
    - Biologia (teoretyczna, matematyczna, termiczna, kriobiologia, rytm biologiczny), biologia ewolucyjne
    - Inne problemy biologii

  - Inne nauki przyrodnicze

- Nauki inżynieryjne i techniczne (ang. engineering and technology)
  - Inżynieria lądowa
    - Inżynieria lądowa
    - Inżynieria architektury
    - Inżynieria budowlana, inżynieria miejska i strukturalna
    - Inżynieria transportu

  - Elektrotechnika, elektronika, inżynieria informatyczna
    - Elektrotechnika i elektronika
    - Robotyka i automatyka
    - Systemy automatyzacji i kontroli
    - Inżynieria i systemy łączności
    - Telekomunikacja
    - Sprzęt komputerowy i architektura komputerów

  - Inżynieria mechaniczna
    - Inżynieria mechaniczna
    - Mechanika stosowana(inne języki)
    - Termodynamika
    - Inżynieria lotnicza i kosmiczna
    - Inżynieria jądrowa (fizyka nuklearna należy do Nauki fizyczne)
    - Inżynieria dźwięku, analiza niezawodności

  - Inżynieria chemiczna
    - Inżynieria chemiczna (instalacji przemysłowych, produktów)
    - Inżynieria procesów chemicznych

  - Inżynieria materiałowa
    - Inżynieria materiałowa
    - Ceramika
    - Powłoki i warstwy
    - Kompozyty (w tym laminaty, tworzywa sztuczne wzmocnione, cermety, tkaniny z łączonych włókien naturalnych i sztucznych; kompozyty napełniane)
    - Papier i drewno
    - Tekstylia, w tym syntetyczne barwniki, farby, włókna (nanomateriały należą do Nanotechnologia ; biomateriały należą do Biotechnologia przemysłowa)

  - Inżynieria medyczna
    - Inżynieria medyczna
    - Medyczna technika laboratoryjna (w tym analiza laboratoryjna próbek; techniki diagnostyczne); (biomateriały należą do Biotechnologia przemysłowa(inne języki) [cechy fizyczne żywych materiałów związanych z implantami, urządzeniami, czujnikami medycznymi])

  - Inżynieria środowiska
    - Inżynieria środowiska i inżynieria geologiczna, geotechnika
    - Inżynieria naftowa (paliwa, ropa naftowa), energetyka i paliwa
    - Teledetekcja
    - Górnictwo i kopalnictwo
    - Inżynieria morska, statki morskie
    - Inżynieria oceaniczna

  - biotechnologia środowiskowa
    - Biotechnologia środowiskowa
    - Bioremediacja, biotechnologia diagnostyczna (mikromacierze DNA i bioczujniki) w zarządzaniu środowiskowym
    - Etyka związana z biotechnologią środowiskową

  - Biotechnologia przemysłowa(inne języki)
    - Biotechnologia przemysłowa
    - Technologie bioprzetwarzania (procesy przemysłowe opierające się na czynnikach biologicznych stymulujących proces), biokataliza, fermentacja
    - Bioprodukty (produkty wytwarzane z wykorzystaniem surowca biologicznego), biomateriały, biotworzywa, biopaliwa, chemikalia luzem i chemikalia wysokowartościowe pochodzenia biologicznego, nowe materiały pochodzenia biologicznego

  - Nanotechnologia
    - Nanomateriały [produkcja i właściwości]
    - Nanoprocesy [zastosowania w nanoskali]; (biomateriały należą do Biotechnologia przemysłowa)

  - Inne nauki inżynieryjne i technologie
    - Żywność i napoje
    - Inne nauki inżynieryjne i technologie

- Nauki medyczne i nauki o zdrowiu (ang. medical and health sciences)
  - medycyna podstawowa
  - medycyna kliniczna
  - nauki o zdrowiu
  - biotechnologia zdrowotna
  - inne nauki medyczne

- Nauki rolnicze (ang. agricultural sciences)
  - rolnictwo, leśnictwo i rybołówstwo
  - nauka o zwierzętach i nabiale
  - nauki weterynaryjne
  - biotechnologia rolnicza
  - inne nauki rolnicze

- Nauki społeczne (ang. social sciences)
  - psychologia
  - ekonomia i zarządzanie (ang. economics and business)
  - pedagogika
  - socjologia
  - prawo
  - politologia
  - geografia społeczna i ekonomiczna
  - media i komunikowanie
  - inne nauki społeczne

- Nauki humanistyczne (ang. humanities)
  - historia i archeologia
  - językoznawstwo i literaturoznawstwo
  - filozofia, etyka i religioznawstwo
  - inne nauki humanistyczne

- Sztuka (ang. art)
  - sztuki plastyczne
  - muzyka
  - historia sztuki